# Aviva
Aviva plc er et britisk multinationalt forsikringsselskab med hovedkvarter i London. De har ca. 18 mio. kunder på de primære markeder i Storbritannien, Irland og Canada. Aviva er børsnoteret på London Stock Exchange og en del af FTSE 100 Index.
Virksomheden blev etableret i maj 2000 som CGNU plc, da Norwich Union fusionerede med CGU. I april 2002 stemte aktionærerne for at ændre navnet til Aviva plc.